# Ночь при дороге
«Ночь при дороге» — советский художественный фильм-притча 1991 года, снятый Виталием Шувагиным по мотивам ранних рассказов белорусских писателей Кузьмы Чорного и Максима Горецкого. Производство киностудий «Мосфильм» и «Беларусьфильм».

## Сюжет
О сложном трагическом времени коллективизации — раскрестьянивания. Два кукольника ходят по деревням, попадая в различные конфликтные ситуации...

## Роли исполняют
- Геннадий Гарбук — Влас
- Яков Петров — Кузьма
- Семён Морозов — Рыжий
- Александр Ткачёнок — старшой
- Оксана Юрченкова — Ядвига
- Сергей Журковский — Комса
- Иннокентий Сичкарь — хлопчик

## Съёмочная группа
- Режиссёр: Виталий Шувагин
- Автор сценария: Наталия Чепик
- Оператор: Валентин Шевцов
- Художник-постановщик: Александр Чертович
- Композитор: Сергей Бельтюков
- Звукорежиссёр: Владимир Суходолов